# ATP Challenger Besançon
Das ATP Challenger Besançon (offiziell: Open de Franche-Comté – Internationaux du Doubs) war ein Tennisturnier, das von 1999 bis 2009 jährlich in Besançon stattfand. Es gehörte zur ATP Challenger Tour und wurde in der Halle auf Hartplatz gespielt. Julien Boutter gewann als einziger Spieler das Turnier sowohl im Einzel als auch im Doppel einmal. Die Spieler Philipp Petzschner, Christopher Kas und Alexander Peya schafften außerdem je zwei Titel im Doppel.

## Liste der Sieger

### Einzel
| Jahr                        | Sieger          | Finalgegner            | Ergebnis       |
| --------------------------- | --------------- | ---------------------- | -------------- |
| 2009                        | Kristof Vliegen | Andreas Beck           | 6:2, 6:76, 6:3 |
| 2008                        | Marc Gicquel    | Alexander Peya         | 7:62, 6:4      |
| 2007                        | Ernests Gulbis  | Édouard Roger-Vasselin | 6:4, 3:6, 6:4  |
| 2006                        | Nicolas Mahut   | Frank Dancevic         | 6:3, 6:4       |
| 2005                        | Gaël Monfils    | Christophe Rochus      | 6:3, 2:6, 6:3  |
| 2004                        | Tomáš Berdych   | Julien Benneteau       | 6:3, 6:1       |
| 2003                        | Cyril Saulnier  | Eric Taino             | 7:68, 6:4      |
| 2001–2002: keine Austragung |                 |                        |                |
| 2000                        | Julien Boutter  | Julian Knowle          | 6:4, 7:64      |
| 1999                        | Ivan Ljubičić   | Lionel Roux            | 6:4, 6:2       |

### Doppel
| Jahr                        | Sieger                                     | Finalgegner                             | Ergebnis         |
| --------------------------- | ------------------------------------------ | --------------------------------------- | ---------------- |
| 2009                        | Karol Beck Jaroslav Levinský               | David Škoch Igor Zelenay                | 2:6, 7:5, [10:7] |
| 2008                        | Philipp Petzschner (2) Alexander Peya (2)  | Yves Allegro Horia Tecău                | 6:3, 6:1         |
| 2007                        | Christopher Kas (2) Alexander Peya (1)     | Grégory Carraz Gilles Müller            | 6:4, 6:4         |
| 2006                        | Christopher Kas (1) Philipp Petzschner (1) | Jean-Claude Scherrer Lovro Zovko        | 6:2, 6:2         |
| 2005                        | Jason Marshall Huntley Montgomery          | Michal Mertiňák Jean-Claude Scherrer    | 6:77, 6:2, 6:3   |
| 2004                        | Alexander Waske Rogier Wassen              | Kenneth Carlsen Gilles Elseneer         | 3:6, 7:5, 6:3    |
| 2003                        | Jonathan Erlich Julian Knowle              | Richard Gasquet Nicolas Mahut           | 6:3, 6:4         |
| 2001–2002: keine Austragung |                                            |                                         |                  |
| 2000                        | Julien Boutter Michaël Llodra              | Stefano Pescosolido Vincenzo Santopadre | 6:4, 6:76, 7:65  |
| 1999                        | Juan Ignacio Carrasco Jairo Velasco Jr.    | Martín Alberto García Cristiano Testa   | 6:1, 7:6         |